# الضمائر الشخصية الإنجليزية

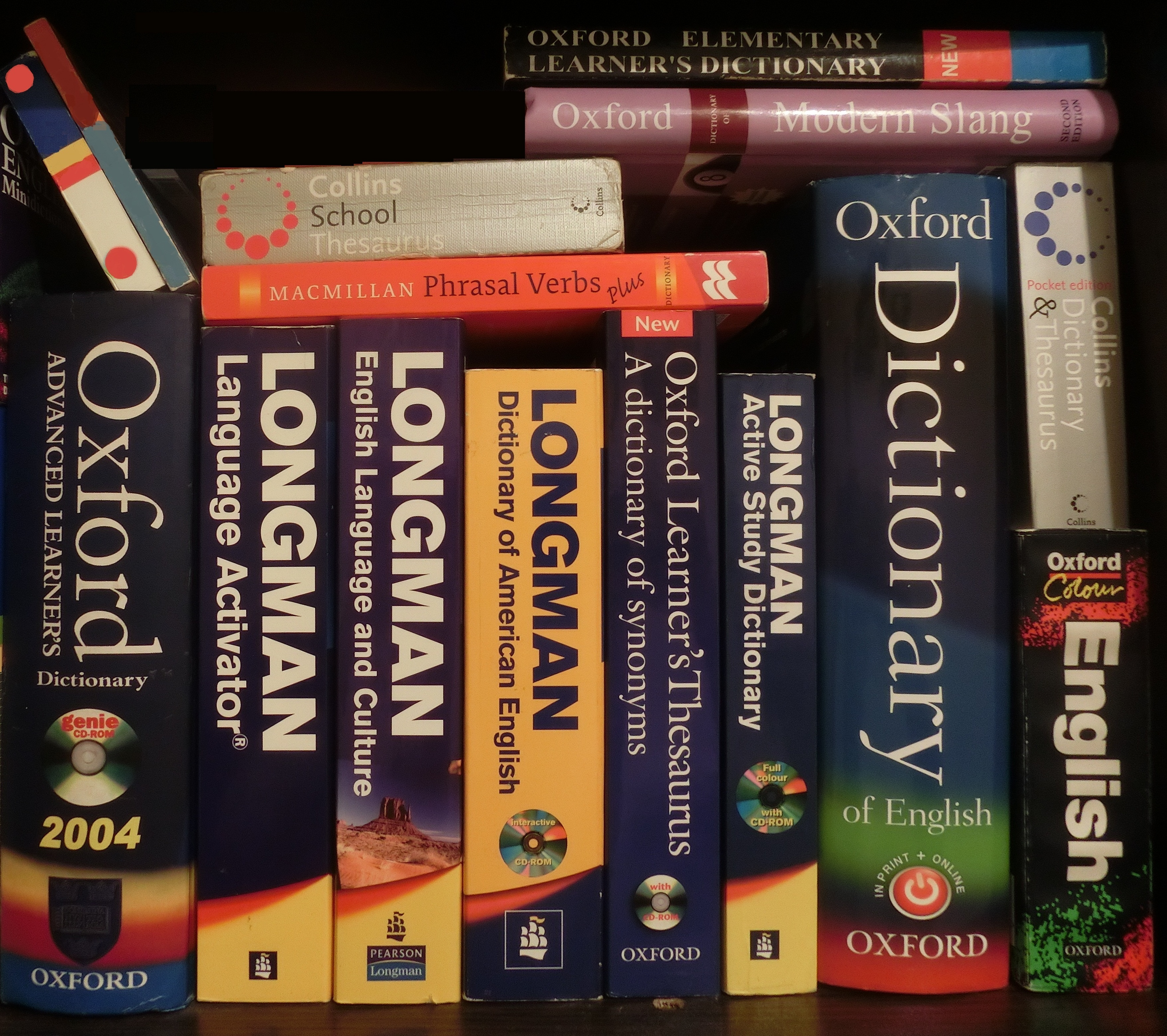

تتخذ الضمائر الشخصية الإنجليزية أشكالًا مختلفة وفقًا للرقم والشخص والحالة والجنس الطبيعي. تحتوي اللغة الإنجليزية الحديثة على القليل من انعكاس الأسماء أو الصفات، يصفونها بأنها لغة تحليلية، لكن نظام اللغة الإنجليزية الحديثة للضمائر الشخصية حافظ على بعض التعقيد الانتقائي للغة الإنجليزية القديمة والإنجليزية الوسطى.

## نماذج
على عكس الأسماء، التي لا يتم إهمالها للحالة باستثناء الحيازة (المرأة / المرأة)،  الضمائر الشخصية الإنجليزية لها عدد من الأشكال، والتي يتم تسميتها وفقًا لدورها النحوي النموذجي في جملة: 
- حالة موضوعية (اتهامية) (أنا ، نحن ، إلخ.)، تُستخدم ككائن فعل، مكمل لحرف الجر، وموضوع فعل في بعض الإنشاءات (انظر § Case usage أدناه). تستخدم نفس الأشكال أيضًا كضمائر مفصولة.
- الحالة الذاتية (الاسمية) (I ، نحن ، إلخ)، تستخدم كموضوع فعل (انظر أيضًا § Case usage أدناه).
- شكل انعكاسي (نفسي ، أنفسنا ، إلخ.). يشير هذا عادةً إلى اسم أو ضمير (سابقه) ضمن نفس الفقرة (على سبيل المثال، قصت نفسها). يستخدم هذا النموذج أيضًا في بعض الأحيان بشكل اختياري في وظيفة غير انعكاسية، كبديل لضمير غير انعكاسي (على سبيل المثال، لشخص مثلي). . . ، هذه المقالة كتبها البروفيسور سميث وأنا)، الرغم من أن بعض أدلة الأسلوب توصي بتجنب مثل هذا الاستخدام. يتم استخدام نفس الأشكال الانعكاسية أيضًا كضمائر مكثفة (على سبيل المثال، صنعت الفستان بنفسها).

الضمائر الحتمية (خاصتي ، لنا ، إلخ.) تحل محل الكيان الذي تمت الإشارة إليه سابقًا (كما في تفضيلاتي) أو بمثابة صفات أصلية (كما في هذا الكتاب هو ملكي). لمزيد من التفاصيل انظر الإنجليزية الملكية. بما أنهم ضمائر لا يمكنهم أن يسبقوا أي اسم.

### الأساسي
يظهر الضمائر الشخصية الأساسية للغة الإنجليزية الحديثة في الجدول أدناه.
الضمائر الشخصية في اللغة الإنجليزية الحديثة القياسية
الضمائر الإنجليزية الأخرى التي لها أشكال مميزة من أنواع المذكورة أعلاه هي الضمير لأجل غير مسمى واحد ، والتي لديها نفسه انعكاسية (شكل غيور هو مكتوب واحد، مثل العادية تملكي الإنجليزية)؛ وضمير الاستفهام والنسبي الذي ، التي لديها شكل موضوعي منهم (محصورة الآن في معظمها إلى اللغة الإنجليزية الرسمية) والتملك الذي (التي يمكن أن تكون أيضا في استخدام النسبي كما تملكي التي).
لاحظ أن صيغة المفرد هي الجمع المورفوسيني: فهي تُستخدم بصيغة صيغة الجمع، كما في «يضحكون» أو «هم». انظر إلى قسم المفرد أنهم لمزيد من المعلومات.

### قديم وغير قياسي
يصرف النظر عن النماذج القياسية المذكورة أعلاه، فإن اللغة الإنجليزية لديها أيضًا عددًا من الأشكال غير القياسية وغير الرسمية والأثرية للضمائر الشخصية
- مجموعة قديمة من ضمائر المفرد من منظور الشخص الثاني هي أنت، أنت، خاصتك، لك، لنفسك . في العصر الأنجلو ساكسوني، كانت هذه هي الشخص الثاني تمامًا. بعد غزو نورمان في عام 1066، بدأ استخدامها كشكل مألوف، مثل الفرنسية tu و du الألمانية. لقد مروا من الاستخدام العام بين 1600 و 1800، على الرغم من أنهم (أو متغيرات منهم) يعيشون في بعض اللهجات الإنجليزية والاسكتلندية وفي بعض المجتمعات الدينية المسيحية، وفي العديد من التعبيرات الاصطلاحية. لمزيد من التفاصيل انظر أنت .

|       |       | صيغة المفرد | صيغة المفرد  | صيغة المفرد | صيغة المفرد | صيغة المفرد |
| موضوع | موضوع | معال معال   | ملكية مستقلة | انعكاسي     |             |             |
| ----- | ----- | ----------- | ------------ | ----------- | ----------- | ----------- |
| ثانيا | ثانيا | انت         | اليك         | خاصتك       | لك          | نفسك        |

- في اللغة القديمة، والألغام ولك يمكن استخدامها في مكان من بلدي وخاصتك عندما يتبعه صوت حرف العلة.
- لاستخدام لي بدلا من الأول، نرى I (الضمير) استخدام #Alternative من الاسمي والنصب
- شكل قديمة من الجمع لكم وضمير الموضوع هو انتم. بعض اللهجات الآن استخدام كنتم في مكان واحد منكم، أو باعتبارها apocopated أو clitic شكل لك. انظر <i id="mwjw">أنتم</i> .
- والبديل غير قياسي من بلدي (وخاصة في لهجات البريطانية) هو لي. (وهذا قد يكون أصولها في حقيقة أن في اللغة الإنجليزية الأوسط بلدي قبل أن ينطق بحرف ساكن [ميل:]، مثل اللغة الإنجليزية الحديثة لي، (في حين كان لي [لي:]، على غرار مايو الحديث) وهذا ما اختصارها إلى [ميل ] أو [mɪ]، والضمائر هو ونحن في الوقت الحاضر. [مرحبا wɒz] كان، مقابل [ɪt wɒz مرحبا:] كان هو. نظرًا لأن حرف العلة هذا قصير، لم يكن خاضعًا لتحول الحروف الكبيرة، وهكذا ظهر في اللغة الإنجليزية الحديثة دون تغيير.)
- تشمل صيغ الجمع غير الرسمية من شخص آخر (خاصة باللهجات الأمريكية) جميعًا . تشمل المتغيرات الأخرى: yous ، you / youse guys ، you / youse gals ، you-uns ، yis ، yinz . ويمكن أن تشمل Possessives لك (ص)، أنت (ص) بنات، وليوس' الرجال، وي' 'الل (أو y'alls). يمكن تشكيل الانعكاسات عن طريق إضافة ذوات بعد أي من الأشكال الحيازية. انظر ي 'الل ، yinz ، يوس . يوس أمر شائع في اسكتلندا، ولا سيما في حزام وسط منطقة (وإن كان في بعض أنحاء البلاد وفي أجزاء من أيرلندا، ويستخدم انتم لجمع لك).
- في خطاب رسمي في كثير من الأحيان يتم استبدال لهم من قبل 'م، ويعتقد أن البقاء على قيد الحياة في وقت متأخر الإنجليزية القديمة شكل هيم، الذي يبدو كما تنحنح في تشوسر، وخسرت في التطلع بسبب تستخدم كشكل بهيج. (الأشكال أنها، منهم وما إلى ذلك من أصل الاسكندنافية.) [2]
- أشكال انعكاسية غير القياسية بنفسي وتستخدم ذاتهما في بعض الأحيان في سياقات حيث تعودنا، وأنها ذات معنى المفرد (انظر نحن والمفرد <i id="mw0A">هم</i>). [بحاجة لمصدر] [ بحاجة لمصدر ][ بحاجة لمصدر ][ بحاجة لمصدر ][ بحاجة لمصدر ]
- تُستخدم أحيانًا الأشكال الانعكاسية غير القياسية بنفسها وأنفسها / نفسها (على الرغم من أنها تعتبر غير صحيحة في اللغة الإنجليزية القياسية). [بحاجة لمصدر] [ بحاجة لمصدر ][ بحاجة لمصدر ][ بحاجة لمصدر ][ بحاجة لمصدر ]

### الجدول الكامل
فيما يلي جدول أكثر اكتمالاً، بما في ذلك النماذج القياسية وبعض النماذج أعلاه. أشكال غير قياسية وغير رسمية وأخرى مائلة .
|              |                |                                            | ضمير شخصي                           | ضمير شخصي               | ضمير شخصي                 | مستقل صيغة الملكية | يعتمد صيغة الملكية                          |
| موضوع        | موضوع          | انعكاسي                                    |                                     |                         |                           | مستقل صيغة الملكية | يعتمد صيغة الملكية                          |
| ------------ | -------------- | ------------------------------------------ | ----------------------------------- | ----------------------- | ------------------------- | ------------------ | ------------------------------------------- |
| أول شخص      | صيغة المفرد    | صيغة المفرد                                | أنا                                 | أنا                     | نفسي                      | الخاص بي           | لي خاصتي (قبل حرف العلة) أنا (إسبانيا. BrE) |
| أول شخص      | جمع            | جمع                                        | نحن                                 | نحن                     | أنفسنا بنفسي              | لنا                | لنا                                         |
| شخص ثاني     | صيغة المفرد    | المعيار (الجمع القديم والرسمي في وقت لاحق) | انت *                               | انت *                   | نفسك *                    | خاصة بك            | الخاص بك *                                  |
| شخص ثاني     | صيغة المفرد    | قديم غير رسمي                              | انت                                 | اليك                    | نفسك                      | لك                 | خاصتك لك (قبل حرف العلة)                    |
| شخص ثاني     | جمع            | اساسي                                      | أنت                                 | أنت                     | أنفسكم                    | خاصة بك            | الخاص بك                                    |
| شخص ثاني     | جمع            | ممات                                       | انتم                                | أنت                     | أنفسكم                    | خاصة بك            | الخاص بك                                    |
| شخص ثاني     | جمع            | غير قياسي                                  | انتم جميعا نعم أنت الخ (انظر أعلاه) | انتم جميعا نعم أنت      | ي 'الل (أو y'alls) الأنفس | y'all (أو y'alls)  | y'all (أو y'alls)                           |
| الشخص الثالث | صيغة المفرد    | مذكر                                       | هو                                  | له                      | نفسه                      | له                 | له                                          |
| الشخص الثالث | صيغة المفرد    | المؤنث                                     | هي                                  | لها                     | نفسها                     | لها                | لها                                         |
| الشخص الثالث | صيغة المفرد    | محايد                                      | عليه                                | عليه                    | بحد ذاتها                 | انها               | انها                                        |
| الشخص الثالث | صيغة المفرد    | Epicene (انظر المفردأنهم                   | هم                                  | معهم                    | أنفسه أنفسهم              | لهم                | هم                                          |
| الشخص الثالث | جمع            | جمع                                        | هم                                  | معهم                    | أنفسهم                    | لهم                | هم                                          |
| عام          | رسمية          | رسمية                                      | واحد                                | واحد                    | نفسه - ذاته               | واحد               | واحد                                        |
| عام          | غير رسمي       | غير رسمي                                   | أنت                                 | أنت                     | نفسك                      | الخاص بك           | الخاص بك                                    |
| نسبيا        | نسبي واستفزازي | شخصي                                       | منظمة الصحة العالمية                | من منظمة الصحة العالمية |                           | ملك من             | ملك من                                      |
| نسبيا        | نسبي واستفزازي | غير شخصية                                  | ماذا                                | ماذا                    |                           |                    |                                             |
| نسبيا        | نسبي فقط       | نسبي فقط                                   | الذي                                | الذي                    |                           |                    |                                             |

 في الاستخدام الديني، غالبًا ما يتم نطق الضمائر هو / هي / أنت، هو / لها / أنت، له / لها / لك، ونفسه / لنفسها / لنفسك عند الإشارة إلى إله.
لمزيد من الأشكال القديمة، والمعلومات حول تطور الضمائر الشخصية للغة الإنجليزية، انظر الضمائر الإنجليزية القديمة.

## عاملك
يمكن استخدام الضمير أنت (وأشكاله الأخرى) كضمير عام أو غير محدد، في إشارة إلى شخص بشكل عام. المكافئ الأكثر رسمية هو الضمير غير المحدود (الانعكاسي، امتلاك الشخص). على سبيل المثال، يجب أن تحتفظ بأسرارك لنفسك قد تستخدم بدلاً من الأسرار الرسمية التي يجب أن تحتفظ بأسرار المرء لنفسه.

## استخداملانه،وقالت انهاو
الضمائر المذكر، هو، عليه، وعلى وتستخدم للإشارة إلى الأشخاص الذكور. وتستخدم الضمائر المؤنثة هي ولها للإشارة إلى الأشخاص الإناث. وتستخدم عادة ما وإنها لا تشير إلى كائن جماد أو مفهوما مجردا. لكن والرضع والأطفال الصغار يمكن أن يشار إليها أحيانا لأنها (على سبيل المثال الطفل يحتاج إلى أمه).  خارج هذه السياقات محدودة للغاية، وتجنب استخدام أنها ضمير عموما، ويرجع ذلك إلى شعور بأن هذا الامر المهين للإنسانية.
تقليديا، في اللغة الإنجليزية، إذا كان جنس الشخص غير معروف أو غامض، فإن الضمائر الذكورية غالبًا ما تستخدم بشكل افتراضي (على سبيل المثال ، الطالب الجيد يقوم دائمًا بواجبه المنزلي). على نحو متزايد، على الرغم من أنها المفرد يستخدم في مثل هذه الحالات (انظر أدناه).
وغالبا ما يشار إليها باسم الحيوانات، 'لكنه' وأنها تستخدم أحيانا للحيوانات عندما يعرف جنس الحيوان والمثير للاهتمام، وخاصة بالنسبة للحيوانات العليا، وخصوصا الحيوانات الأليفة وغيرها من الحيوانات المستأنسة. الأشياء الجامدة التي لها علاقة وثيقة بين البشر، مثل السفن والسيارات والبلدان التي تعتبر كيانات سياسية وليست جغرافية، يشار إليها أحيانًا باستخدام الضمائر الأنثوية مثل هي وهي . وقد يمتد هذا أيضًا إلى كيانات أخرى، مثل المدن.

## المفردهم
ضمير الجمع انهم (وأشكاله المستمدة 'منها،' الخ.) يمكن أن تستخدم أيضا للإشارة إلى شخص واحد، ولا سيما عندما يكون الجنس أو النوع الاجتماعي من هذا الشخص غير معروف، غير محدد، أو غير ثنائي. هذا هو وسيلة لإنتاج لغة محايدة بين الجنسين مع تجنب الانشاءات طباقي مثل له أو لها، وقال انه / انها، أو ق / انه. 
حتى عندما تستخدم مع المعنى المفرد، وأنها تأخذ صيغة الجمع الفعل: إذا هاجم، ينبغي أن تظل الضحية بالضبط أين هم. ونتيجة لهذا التناقض النحوية المفترض، واستخدام صيغة المفرد أنها كانت يثبط من بعض النحاة خلال القرنين التاسع عشر والعشرين لصالح استخدام عام <i id="mwAfE">كان</i> . منذ 1970s، ومع ذلك، فقد عكس هذا الاتجاه،  والمفرد أنها تتمتع الآن قبولا واسع النطاق.

## استخدام الحالة
كما هو مذكور أعلاه، فإن معظم الضمائر الشخصية لها أشكال حالة مميزة - نموذج شخصي (رمزي) وشكل موضوعي (مائل، اتهامي).  في حالات معينة، ينشأ اختلاف في استخدام هذه الأشكال.
كقاعدة عامة، يتم استخدام الشكل الذاتي عندما يكون الضم موضوع الفعل، كما هو الحال في ركل الكرة ، في حين يتم استخدام الشكل الموضوعي ككائن مباشر أو غير مباشر لفعل، أو كائن (مكمل) حرف جر. على سبيل المثال: سو ركلوه، شخص قدم له على الكرة، كانت مريم معه.
عندما تستخدم على النحو التعبير الخبرية، أي باعتباره مكملا لشكل حباك الفعل يكون، كان ينظر شكل شخصي تقليديا الأصح (كما هو الحال في هذا I، انه هو)، ولكن في الوقت الحاضر يستخدم على شكل موضوعي في الغالب (هذا هو لي، كان عليه وسلم)، ويعتبر استخدام ذاتية في مثل هذه الحالات عادة كما رسمية جدا أو متحذلق. من المرجح أكثر (في اللغة الإنجليزية الرسمية) عندما يتبعها فقرة نسبية (نحن الذي أرسلناهم للموت). في بعض الحالات قد يبدو ذاتي غير نحوي، كما في * هل نحن في الصورة؟ (حيث يتوقع منا).
عندما يرتبط الضمير بأسماء أو ضمائر أخرى عن طريق اقتران تنسيقي مثل و / أو ، فإن القواعد التقليدية تنص على أن الضمير يجب أن يظهر بنفس الشكل الذي سيأخذه إذا تم استخدامه بمفرده في نفس الموضع: أنا وجاي يصل في وقت لاحق (منذ أن يستخدم لموضوع الفعل)، ولكن بيني وبينك (منذ لي يستخدم لكائن من حرف الجر). ومع ذلك، في الاستخدام غير الرسمي والأقل دقة قد لا يتم اتباع هذه القاعدة باستمرار؛ ومن الشائع أن نسمع وجاي ولي يصل ... وبين أنا وأنت. يُنظر إلى النوع الأخير (استخدام الشكل الذاتي في موضع الكائن) كمثال على التصحيح المفرط، الناتج عن إدراك أن العديد من الحالات وأنا (مثل تلك الموجودة في المثال الأول) تتطلب تصحيحًا وأنا .
انحرافات مماثلة عن القاعدة النحوية شائعة جدًا في أمثلة أخرى حيث لا يقف الضمير بمفرده كموضوع أو كائن، كما في من قال لنا [نحوي: نحن ] مشدود؟
عندما يقف الضمير بمفرده بدون فعل أو حرف جر صريح، يتم استخدام الشكل الموضوعي بشكل شائع، حتى عندما يفضل النحويون التقليديون ذاتيًا: من يجلس هنا؟ أنا . (وهنا أود أن تعتبر صحيحة نحويا، لأنه باختصار لأني (يجلس هنا)، ولكن سيكون الصوت الرسمي ومتحذلق، ما لم يتبعه صباحا.)
تحدث حالة معينة من هذا النوع عندما ضمير يقف وحده في أعقاب كلمة من. هنا سائدة في شكل موضوعي مرة أخرى في الاستخدام غير الرسمي (هم أكبر سنا منا)، كما هو متوقع إذا من تم تحليلها كما حرف الجر. ومع ذلك عادة من يعتبر جنبا إلى جنب، وذلك باللغة الإنجليزية رسمية ودقيقة نحويا يأخذ الضمير في كثير من الأحيان شكل من شأنها أن تظهر إذا من تلتها فقرة: هم أكبر سنا مما كنا (قياسا مع ... من نحن)، لكنها تحبه أفضل مني (إذا كان المعنى المقصود هو «... أنها تحبني»).
لمزيد من الأمثلة على بعض هذه النقاط ، راجع الضمائر المنفصلة .